# Pilgram Marpeck
Pilgram Marpeck, también escrito Marbeck (Rattenberg, Tirol, 1495 - Augsburgo, 1556), fue un ingeniero hidráulico y de minas, y líder organizador anabaptista.

## Biografía
Su padre, Heinrich Marpeck, provenía de Rosenheim en Baviera y se estableció en Rattenberg (Austria) a orillas del Eno, donde fue integrante del concejo de la ciudad, juez (1494-1502) y alcalde (1511). Pilgram asistió allí a la escuela latina.
Pilgram vivía en excelentes condiciones económicas y era considerado un ciudadano respetable de Rattenberg. Era ingeniero hidráulico, miembro de la fraternidad de mineros y fue concejal. Todo cambió cuando fue requerido por el Archiduque Fernando I de Habsburgo para que denunciara a los mineros simpatizantes de los anabaptistas. El 28 de enero de 1528 perdió su cargo por negarse a colaborar en tal forma.
Entre 1528 y 1532, Marpeck trabajó en Estrasburgo como supervisor de materiales de construcción, pero fue expulsado de la ciudad por sus actividades anabaptistas el 18 de diciembre de 1532. Los siguientes 12 años vivió como "errante ciudadano del cielo", viajando por Suiza, Moravia, sur de Alemania, el Tirol y Alsacia, donde contribuyó a fundar múltiples congregaciones anabaptistas. Escribió varias obras junto con Leupold Scharnschlager, dirigente de los Hermanos Suizos del cantón de los Grisones.
El 12 de mayo de 1545 fue empleado como ingeniero por la ciudad de Augsburgo, cargo que mantuvo hasta su muerte. Pilgram Marpeck tuvo una hija, Margarethe, de su primera esposa, Sofía Harer, quien falleció tempranamente. Después se casó con Ana con quien no tuvo descendencia, pero la pareja adoptó a tres niños.

## Tesis
Antes y después de llegar a Augsburgo, Marpeck contribuyó a la difusión del anabaptismo con sus escritos. Debatió con Martin Bucer y Kaspar Schwenkfeld, así como con Melchior Hoffman, sobre la encarnación, el bautismo, la no violencia y la comunidad de bienes.
Sostuvo que, aunque tanto el Antiguo como el Nuevo Testamento son Palabra de Dios, tienen diferentes propósitos y para los cristianos el Nuevo Testamento es la mayor autoridad que nos conduce a vivir la fraternidad cristiana. Para él la teología era la exposición de la Biblia. Por sus escritos se sabe que conocía algunos libros intertestamentarios, considerados apócrifos, que no vacilaba en citar. Denunció la injusticia social. Criticó tanto el legalismo, como el espiritualismo de Kaspar Schwenkfeld, con quien polemizó en su "Responsabilidad" (Verantwortung), enfatizando en el compromiso de amor de la comunidad cristiana. Defendió la separación de la Iglesia y el Estado. William Estep considera que Marpeck fue para el anabaptismo del sur de Alemania lo que Menno Simons fue para el anabaptismo holandés.
El conocimiento del pensamiento de Marpeck y de las congregaciones de su entorno se amplió después de 1955 cuando Heinold Fast y Gerhard Goeters descubrieron el Kunstbuch, una colección anabautista de 370 folios con 42 tratados y cartas, que estaban en una biblioteca de Berna. 
George Williams considera que Marpeck fue el portavoz y teórico más prominente de un anabaptismo responsable, pacifista y evangélico.